# アッシャー (歌手)
アッシャー（Usher, 1978年10月14日 - ）は、アメリカの歌手、ソングライター、ダンサー、俳優。本名はアッシャー・テリー・レイモンド4世 (Usher Terry Raymond IV)。テネシー州チャタヌーガ出身。身長174cm。

## 来歴
テネシー州チャタヌーガ市にて、父アッシャー・レイモンド3世とジョンネッタ・パットン（アッシャーの元マネージャー）との間に生まれる。幼い頃から母親が監督を務める教会の聖歌隊で歌っていた。1993年にアトランタに引っ越し、人気番組『Star Search』に応募する。そこに居合わせたLaFace RecordsのA&Rがすぐさまアントニオ・LA・リードに紹介し、LaFace Recordsとの契約が決まる。
その後、1994年にファースト・アルバム『Usher』をリリース。ショーン・パフィ・コムズなどのプロデューサーが参加したこのアルバムは、ゴールド（50万枚）アルバムとなる。
1997年にジャーメイン・デュプリ、ベイビーフェイス、テディー・ライリーという豪華プロデューサーを迎えて作られた『My Way』は、「You Make Me Wanna…」、「Nice & Slow」（アッシャー初の全米No.1シングル）、「My Way」というメガヒット・シングルを産み、世界中で大ブレイク。全米だけで700万枚を越すセールスで完全にスーパースターの地位を確立し、一部のメディアからは「New King Of Pop」などと称された。
2001年夏、待望のサード・スタジオ・アルバム『8701』がリリースされた。このアルバムからは「U Remind Me」、「U Got It Bad」という2曲のNo.1ソングを生み、続く「U Don’t Have To Call」もTop3入りするヒットを記録。アルバムは1年以上に渡るロング・セラーとなり、全米で600万枚のセールスを記録した。このアルバムで2つのグラミー賞、3つのソウル・トレイン・アワード、3つのビルボード・アワード、BETアワードなど各賞を総なめにした。PVでは当時交際していたチリが頻繁に登場し、ビッグカップルとして世間を騒がせたが、2004年に破局した。
そして2001年9月、ニューヨークのマディソン・スクエア・ガーデンで行われた、憧れのアーティストであるマイケル・ジャクソンのコンサート「マイケルジャクソン30周年記念コンサート」に出演し、「スタート・サムシング」をマイアとホイットニー・ヒューストンと共にパフォーマンス。さらに、ルーサー・ヴァンドロスや98°と共演し、「マン・イン・ザ・ミラー」を歌った。マイケルの楽曲「ユー・ロック・マイ・ワールド」にクリス・タッカーと共に登場し、マイケルとダンスで対決した。
2004年、リル・ジョンがプロデュースした先行シングル「Yeah!（フィーチャリング リル・ジョン and リュダクリス）」は全米12週連続1位を記録し、メガヒットとなる。このヒット曲も収録されている4枚目のオリジナルアルバム『Confessions』は全米で800万枚、日本だけでも50万枚の特大ヒットとなった。
2005年2月に行われた第47回グラミー賞では9部門にノミネートされ、3部門受賞する。同年、NBAのクリーブランド・キャバリアーズの共同オーナーに就任。
2008年5月には4年振りとなる新作アルバム『Here I Stand』を発表。発売後1か月足らずで100万枚のヒットとなった。
　
2010年3月新作アルバム『Raymond v Raymond』がリリースされる。このアルバムからはOMGが全米no.1になった。
2012年6月『Looking 4 Myself』をリリース。このアルバムで2004年の『Confessions』から4作連続全米アルバムチャート1位になる。

## 私生活

アッシャー（2010年）

交際した女性には、TLCのチリ、スーパーモデルのナオミ・キャンベル、ファッションモデルのエイーシャ・ブライトウェルなどがいる。
2007年、スタイリストのタメカ・フォスターと婚約を発表。タメカにはすでに3人子供がいる。11月に第一子となる男の子Usher Raymond Vが誕生した後、タメカとは別居したなどとの噂が聞かれるなどしたが、2008年12月10日第2子Naviyd Ely Raymondが誕生。2009年6月に離婚。
タメカは子供の親権を巡る裁判の中でアッシャーが二人の結婚式でブライズメイドを務めた女性と性行為を伴う浮気をしていたと明かした。
2016年6月10日、コンサート終了後に射殺されたクリスティーナ・グリミーについて、NBCのテレビオーディション番組「The Voice」シーズン6に出演し、指導に名乗りを上げた1人であるアッシャーは、自身のTwitterにて「素晴らしい魂と歌声の持ち主へ。あなたの残した伝説が、永遠に語り継がれますように。美しいクリスティーナ、安らかにお眠りください。」と追悼の意を表した。
2017年、性病に感染していたことを知っていながらそれを黙って性行為に及んだとして2人の女性と1人の男性の計3人から訴えられた。この内、男性はロサンゼルスにあるコリアタウンのスパでアッシャーと行為に及んだと明かした。

## ディスコグラフィ
- Usher (1994年)
- My Way (1997年)
- 8701 (2001年)
- Confessions (2004年)
- 『ヒア・アイ・スタンド』 - Here I Stand (2008年)
- 『レイモンドバーサスレイモンド』 - Raymond v Raymond (2010年)
- Looking 4 Myself (2012年)
- Hard ll Love (2016年)
- A (2018年)
- Deep Dreamin (2019年)
- Coming Home (2024年)

## フィルモグラフィ
- パラサイト - The Faculty （1998年）
- シーズ・オール・ザット - She's All That （1999年）
- ハイスクール・ジャック　怒りの教室 - Light It Up（1999年）
- テキサス・レンジャーズ - Texas Rangers （2001年）
- イン・ザ・ミックス - （2005年）
- キス&キル - Killers (2010年)
- ジャスティン・ビーバー ネヴァー・セイ・ネヴァー - Justin Bieber: Never Say Never （2011年） 兼製作
- ハンズ・オブ・ストーン - Hands of Stone (2016年)
- バーデン Burden (2018年)
- ハスラーズ Hustlers (2019年)
- バッド・ヘアー Bad Hair (2020年)